# 6-добовий біг
6-денний біг — стандартна дистанція ультрамарафону, в якому кожен учасник намагається пробігти протягом 6 днів якомога більшу відстань.
Крім 6-добового бігу існує також і 6-добова ходьба.

## Походження та історія
У 1870-х рр. 6-денний біг став популярним видовищем. Він проходив з понеділка по суботу з днем відпочинку неділею. У 1877 році до 70 000 глядачів купили квитки, щоб подивитися сутичку скороходів.
Американець Едвард Пейсон Вестон в 1867 році пройшов з Портленда в Чикаго 2134 км (1326 миль) за 26 днів. Це принесло йому $10 000 і всеамериканську славу.
Після цього він спробував пройти 500 миль (804,5 км) менш ніж за шість днів, максимальний період часу, коли людина може займатися діяльністю, не порушуючи зобов'язань неділі. Після кількох невдач, Вестон домігся своєї мети на Washington St. Rink в Ньюарку в грудні 1874 року. Його час (хоча існують різні версії) був 5 днів 23 години і 38 хвилин. Загалом при цьому були присутні 6000 глядачів, у тому числі мер і начальник поліції.
Йому кинули виклик. У вересні наступного року інший ходок, Даніель О'Лірі, намагався наслідувати Вестона на Західній ковзанці в Чикаго. Він не зумів перевершити позначку Вестона, завершивши 804,5 км (500 миль) за 153 години (на 11 годин перевищивши ліміт часу), але це наблизило їхні майбутні поєдинки.

### Вестон проти О'Лірі

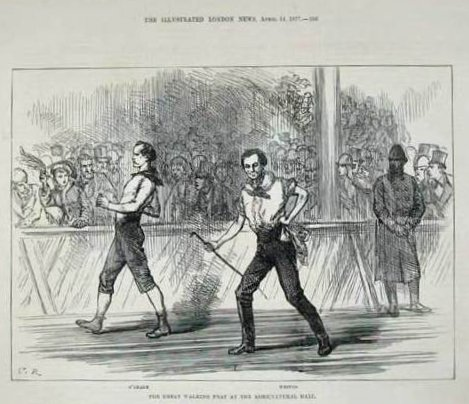
Едвард Пейсон Вестон (праворуч) та Даніель О'Лірі в їх боротьбі в 1877 році в Хол Сільського господарства (Лондон) в Лондоні

Перше змагання з 6-денної ходьби було проведено в Чикаго з 15 по 20 листопада 1875. Незважаючи на те, що Вестон дуже не хотів прийняти виклик, звинувачуючи свого суперника, що той як і раніше «дуже зелений», врешті-решт він поступився тиску публіки. Доріжка, трохи більше 200 метрів, була розділена на дві паралельні, так що Вестон і О'Лірі ніколи не йшли пліч-о-пліч. Вестон йшов по внутрішній доріжці (7 кіл на милю) і О'Лірі по зовнішній (6 кіл на милю).
Нарешті, після 142 годин роботи, Велика Битва закінчилася. О'Лірі вийшов переможцем з 810 км (503⅛ милі) проти 726,7 (451 4/7 милі) у його конкурента, що дало йому привід проголосити себе «чемпіоном світу».
Матч-реванш почався 2 квітня 1877 в Лондоні. Захід відбувся в Холі Сільського господарства і протягом шести днів було продано більше 70 000 квитків. Переміг знову О'Лірі, цього разу пройдено в цілому 836,4 км (майже 520 миль) проти 820,7 (510 миль) Вестона.

### Пояс Естлі
Це зацікавило сера Джона Дагдейла Естлі, відомого спортсмена (колишнього спринтера) і члена британського парламенту. Так як О'Лірі продовжував проголошувати себе чемпіоном світу, хоча він переміг тільки Вестона, було прийнято рішення організувати справжній чемпіонат світу, який об'єднає найкращих спортсменів по обидві сторони Атлантики. Крім того, враховуючи, що суддівство за правилом «heel and toe» (з п'яти на носок) викликало деякі проблеми — стиль Вестона вважався трохи сумнівним — Естлі вирішив, що змагання буде проходити за правилом «йти як вам подобається», яке дозволяє спортсменам бігти. У 1878 році він створив серію міжнародних 6-денних пробігів, щоб визначити «Чемпіона світу на довгій дистанції». Вони стали відомі як пробіги, в яких конкуренти боролися за «Пояс Естлі (Astley Belt)» і отримували великі грошові призи.
О'Лірі виграв перші два. Чарлз Ровелл зірвав його прагнення до трьох поспіль перемог. Вестон виграв четвертий, встановивши рекорд 550 миль і Ровелл виграв фінальні три ультрамарафони, назавжди зберігши Пояс Естлі.
Два найкращих бігуни: американець Едвард Пейсон Вестон, який пробіг 550 миль (885 км) за 6 днів, і англієць Чарльз Ровелл, який пробіг 241 км в перший день 6-денного бігу в 1880-х рр. Це призвело до фактичного зникнення 6-денний ходьби.

### Чемпіонат світу 1879
У травні 1879 в Гілмор Гарден в Нью-Йорку, був проведений, названий так організаторами, «Шестиденний Чемпіонат світу». Щоб відрізняти від «Поясу Естлі», чемпіонату світу в стилі «йти як вам подобається», що відбувся там же два місяці тому, було встановлено, що правила цього чемпіонату будуть типовими старими «з п'яти на носок»: «біг не дозволено». Тому змагання було з ходьби. За правилами змагань учасник повинен був заплатити $100 при реєстрації. Якщо він перевищував 425 миль, ці $100 йому поверталися. І ще 50, якщо він перевищував 450. Крім того, переможець отримував приз у розмірі $1000, другий 750, третій 500 і четвертий 250. Також переможець отримував пояс, що підтверджує його звання чемпіона світу і який, за словами організаторів, коштував ще $1000.

#### Учасники
Зареєструвалися 16 скороходів. Кожному учаснику надавалось персональне місце для відпочинку та обслуговування у зоні, вільній від диму сигар глядачів. У кожному, яке було відокремлене від суміжних товстим брезентом, були ліжко і необхідні умови для гігієни. Харчування скороходи готували самостійно. Головний суддя був Вільям Б. Кертіс. Інші судді були членами Harlem Athletic Club. Захід розпочався о 00:05 годині 5 травня в присутності 1500 глядачів.

### Занепад
До початку 1890-х років, громадський ентузіазм до таких подій переключився на велогонки, і захоплення 6-денним бігом прийшло до кінця.

#### Останні високі результати скороходів
Пітер Голден (США) в 1899 встановив «світовий рекорд» для 88-ярдової доріжки (20 кіл на милю) — 352,5 милі. Ірландський американець Пат Кавано (Pat Cavanaugh) в 1901 разом з Пітером Хагельманом набрав у 6-добовій естафеті світовий рекорд 770,5 миль (1240 км). Наступного року він показав 532,125 милі (856 км). Останній високий результат на 80 років.

## Сьогодення
В 1980 році листоноша Дон Чой з Сан-Франциско організував перший сучасний 6-денний біг на стадіоні в Вудсайд (Каліфорнія). Останнім часом серед багатоденних пробігів можна виділити австралійський Колак (1983—2005), в 2004 перейменований в «6-денний біг Кліффа Янга». Марафонська команда Шрі Чінмоя проводить щорічно в США 6- і 10-денні пробіги.

### Віхи
- 812,800 км  Майк Ньютон 8—14.11.1981 Ноттінгем
- 927,600 км  Том О'Рейлі 22—28.8.1982 Ноттінгем
- 1022,060 км  Яніс Курос 2—8.7.1984 Нью-Йорк

### СРСР/СНД
Перший і останній в СРСР шестидобовий біг 26 жовтня — 1 листопада 1991 року в Одесі з «вічними» рекордами СРСР виграли Рустем Гініатуллін (Казань) — 838,4 (836,6) і Лідія Іванова (Первоуральськ) — 506,8 (505,6). 2 місце і рекорд України у Анатолія Федорченко (Полтава) — 826,4 (826,8). У 1992 році виграв Димбрил Жамсаранов (Іваново) — 862,9 (рекорд Росії). Після 1997 року шестидобовий біг в Одесі (і на території СНД) не проводиться.

### 6-денна ходьба сьогодні

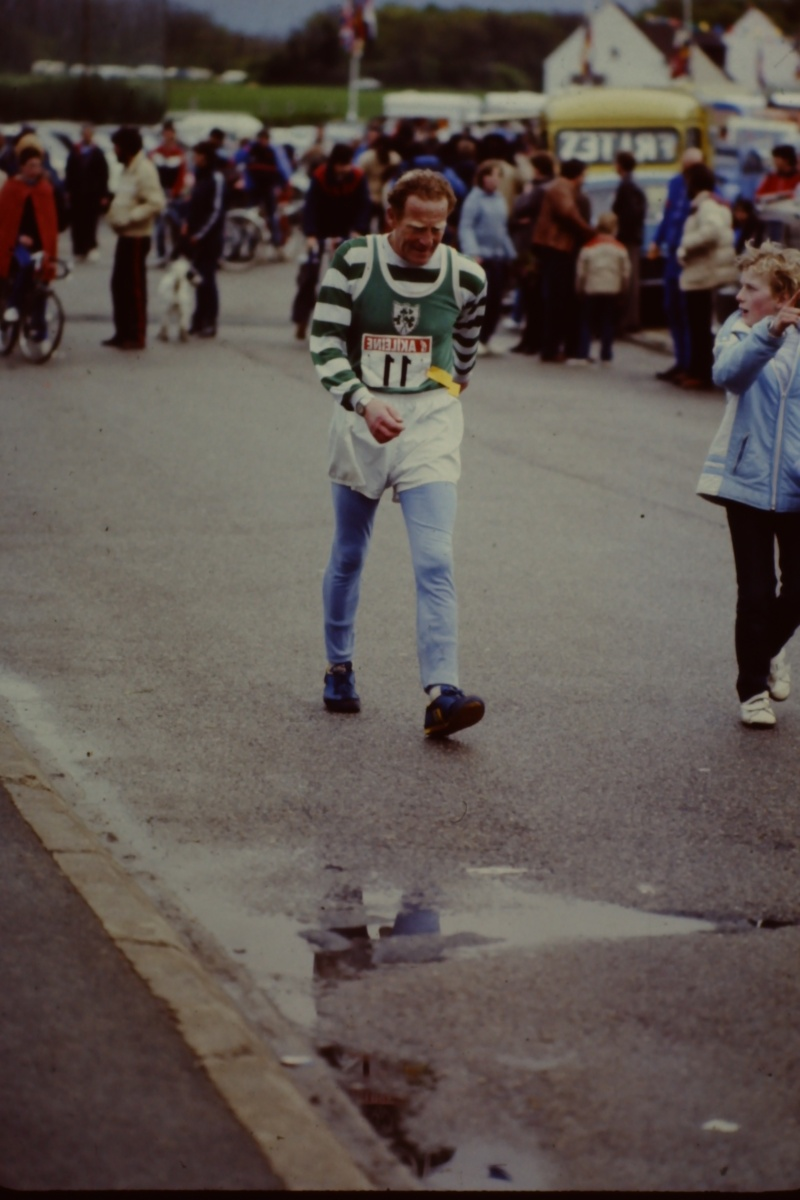
Світовий рекордсмен в 6-денний ходьбі Джон Даулинг (Ірландія) — 741,212 км

Останнім часом 6-денний біг проходить в різних країнах. 6-денна ходьба проводилась тільки в Колаці (Австралія), Ноттінгемі (Велика Британія), Антібі (Франція) і в Преторії (Південна Африка). 6-денна ходьба в Ноттінгемі була тільки в 1983 році і її виграв Джон Даулинг (Ірландія), який встановив «сучасний» світовий рекорд 741,212 км.
6-денний біг Колака, заснований в 1984 році, приймав ходаків з 1996 по 2005 рік. Найвищий результат, досягнутий ходаком, показав у 1999 році новозеландець Джеральд Мандерсон — 622,000 км. У 2004 році австралійка Дебора ДеВільямс встановила жіночий світовий рекорд 448,170 км.

#### 6 днів Антібу
В 2009—2012 6-денна ходьба з кваліфікаційними нормативами була в Антібі (Франція)
| Дата        | Чоловіки           | Результат  | Жінки           | Результат      |
| ----------- | ------------------ | ---------- | --------------- | -------------- |
| 7—13.6.2009 | Бернардо Хосе Мора | 637,230 км | Нікласс Сімоне  | 228,009 км     |
| 6—12.6.2010 | Ален Грассі        | 701,892 км | Жозіан Пань'єр  | 473,972 км WR* |
| 5—11.6.2011 | Домінік Наумович   | 665,225 км | Ніколета Мізера | 616,025 км WR  |
| 3—9.6.2012  | Бернардо Хосе Мора | 581,182 км | Мартіна Хаусман | 552,498 км     |

У 2013 році захід переїхав до сусіднього містечка Ле Люк, переможці Бернардо Хосе Мора і Сільвіан Варин.
26.12.2012—1.1.2013 перші 6 днів Південної Африки, з роздільним заліком бігунів і ходаків, відбулися в Преторії.

### Рекорди

#### Світові рекорди
Кілька рекордів по шосе встановила в Нью-Йорку «Діпалі» Кетрін Канінгем:
| Дата          | Результат (миль) (км) | Примітки                   |
| ------------- | --------------------- | -------------------------- |
| 3—9.5.1998    | 504 мили (811,109 км) | в умовах великої вологості |
| 22—28.4.2001  | 510 миль (820,765 км) |                            |
| 26.4—2.5.2009 | 825,593 км            |                            |

Жан-Жіль Буссіке (Франція) в 1992 пробіг в Ля Рошелі 1034,200 км.
Починаючи з 1 січня 2022 року ІАЮ припиняла реєстрацію світових рекордів з 6-добового бігу. Після обговорення реєстрацію було продовжено.

#### Рекорд Джона Даулінга: 741,212 км
Ірландець Джон Даулинг встановив світовий рекорд сучасності в 6-денний ходьбі під час заходу, проведеного в Ноттінгемі на стадіоні 31.7—6.8.1983 року.
|           | Чоловіки    | Чоловіки     | Чоловіки                | Жінки       | Жінки           | Жінки                        |
| Результат | Спортсмен   | Місце        | Результат               | Спортсменка | Місце           |                              |
| --------- | ----------- | ------------ | ----------------------- | ----------- | --------------- | ---------------------------- |
| Біг       | 1036,851 км | Яніс Курос   | Колак 20.11—26.11.2005  | 883,631 км  | Сандра Барвік   | Кемпбелтаун 18.11—24.11.1990 |
| Ходьба    | 741,212 км  | Джон Даулінг | Ноттінгем 31.7—6.8.1983 | 616,025 км  | Ніколета Мізера | Антіб 5—11.6.2011            |

1. ↑  Результат Каміли Херон (США) 901,768 км 6—12 березня 2024 року очікує на затвердження

#### Рекорди України
- 826,4 км (826,8 км) Анатолій Федорченко (Полтава), 26.10—1.11.1991 (Одеса).

- 619,597 км Наталя Глущук 24—30 квітня 2006 (Нью-Йорк).

- 20—26 квітня 2024 року на чемпіонаті Чехії в Константинових Лазнях[en] Вікторія Ніколаєнко показала 672,083 км.

## Відомі спортсмени

### Відомі скороходи
- Едвард Вестон Пейсон[en]
- Даніель О'Лірі
- Чарлз Ровелл[en]
- Фред Хічборн
- Джордж Літлвуд[en]
- Роберт Барклай Аллардіс[en]

### Відомі бігуни
- «Шупраба» Бекйорд[en]
- Сенді Барвік[en]
- Дон Чой[fr]
- «Дипалі» Кетрін Куннінгем[en]
- Яніс Курос
- Стью Міттльман[en], рекордсмен США у 6-добовому бігу (578 миль)
- Вольфганг Шверк
- Вільям Сіхель[en], світовий #1 у 6-добовому бігу в 2009 році, рекордсмен світу (Ч55)

## Відомі 6-добові пробіги
- 6-добовий біг в Антібі[en]
- Across The Years[en]
- Athens International Ultramarathon Festival[en]
- Cliff Young Australian 6-day race[en] (не проводиться з 2006 року[10])
- 6- і 10-денний пробіги самоперевершення